# 街の灯 (小説)
『街の灯』（まちのひ）は、北村薫による日本の短編推理小説、および、それを表題作とする短編小説集。
1932年（昭和7年）の東京を舞台に、上流家庭の花村家のお嬢様・英子と、彼女の運転手として勤める女性・別宮みつ子、通称・ベッキーさんが登場するベッキーさんシリーズの第1作。

## 登場人物
- 別宮みつ子 - 花村家の運転手。通称・ベッキーさん。博学で剣技や銃の扱いにも長ける。
- 花村英子 - 花村家の長女。女学生（14,5歳）。何不自由ない生活を送る。

## あらすじ

### 虚栄の市
- 初出：『別冊文藝春秋』2002年1月号掲載

士族の出である花村家に新しく雇われることになった運転手は、別宮みつ子、何と女性だった。花村家の長女・英子は進歩的な父の決定を大いに喜び、サッカレーの「虚栄の市」に因んで彼女にベッキーさんとあだ名を付ける。
ある日、早稲田の大学生・権田が自分で掘ったと思しき穴で死んでいた。飲んだ酒に殺鼠剤が混入していたらしい。その数日前、権田と同じ下宿で暮らしていた男・尾崎が下宿近くで水死体で発見される。前夜、酒乱だった尾崎が下宿を飛び出すところを下宿の女中が目撃していた。
2つの事件の記事を読んだ英子は考えを巡らせ、尾崎の妻を巡るトラブルが原因だと推測する。それからしばらくして英子は、ベッキーさんから権田が愛読していたという江戸川乱歩の短編集を渡される。その内の一編を読んだ英子は事件の真相に気づく。

### 銀座八丁
- 初出：『別冊文藝春秋』2002年5月号・7月号掲載

近頃英子たちの間では、同じ本の何ページ・何行目・何文字目と3つの数字で伝えたいことを暗号化し手紙をやり取りするのが流行っていた。
それを聞いた英子の兄・雅吉が、銀座を歩きながら友人の大町に同じ話をすると、興味を持った大町は自分もやると言い出し、雅吉に暗号を解いて指定した日時に指定した場所に来るように伝える。同じものではつまらないと考えた大町は、別の暗号を編み出し、その日から数日おきに雅吉に品物を送る。シャツ、そして眼鏡を受け取ったが全く見当の付かない雅吉は英子に相談する。それから間もなく今度はボタンが届く。
英子も雅吉も相変わらずチンプンカンプンだったが、英子はベッキーさんのある言葉からヒントを得る。

### 街の灯
- 初出：『別冊文藝春秋』2002年9月号・11月号掲載

夏休み、花村家も御多分に漏れず避暑のために軽井沢の別荘を訪れる。英子の級友で侯爵令嬢の桐原道子嬢も同じように軽井沢に来ていた。
後日、英子は新興財閥の息子・瓜生豹太が主催する映写会に参加することになる。会には、英子の叔父、子爵令息の由里岡や道子が参加するだけの小さなものだった。
のどかな牧場の風景が流れる幕が一変、大群の蛇の画像が映り、銅鑼が鳴り響いた。英子や道子を驚かせるためのものだったがやり過ぎだった、と反省する豹太だったが、部屋の隅で鑑賞していた豹太の妹の家庭教師の女性が座ったまま息絶えていた。道子がうめき声を聞いたと証言したため、映像に驚いて心臓発作を起こしたのだと判断された。だが、後になって英子は一連の出来事に違和感を覚える。

## 書籍情報
- 単行本：2003年1月30日、文藝春秋、ISBN 4-16-321570-0
- 文庫本：2006年5月10日、文春文庫、ISBN 4-16-758604-5、巻末解説：貫井徳郎